# آدم حسيني
آدم حسيني (13 ديسمبر 1975، الجزائر)، هو رياضي جزائري متخصص في سباقات 400 و800 متر.

## السيرة
في بطولة إفريقيا لألعاب القوى 1996، فاز بالميدالية الفضية في سباق 800 متر. في ألعاب البحر الأبيض المتوسط 2001، فاز بالميدالية الذهبية. شارك أيضا في ثلاث بطولات عالمية لألعاب القوى عام 1997 و1999 و2001، كما شارك في الألعاب الأولمبية الصيفية في عامي 1996 و2000. في 2002، احتل المركز الرابع في بطولة إفريقيا لألعاب القوى 2002. تم اختياره لتمثيل أفريقيا في سباق 400 متر تتابع في كأس العالم لألعاب القوى 2002. شارك أيضا في الألعاب الأولمبية الصيفية 2004.

## الجوائز
| تاريخ | مسابقة                     | مكان          | نتيجة  | امتحان      | وقت     |
| ----- | -------------------------- | ------------- | ------ | ----------- | ------- |
| 1994  | دورة الألعاب العربية       | الدار البيضاء | الأول  | 400 متر     | 47.22   |
| 1994  | بطولة أفريقيا للناشئين     | الجزائر       | الثالث | 400 متر     | 47.53   |
| 1996  | البطولات الأفريقية         | ياوندي        | الثاني | 800 متر     | 1:47.17 |
| 2000  | بطولة إفريقيا لألعاب القوى | الجزائر       | الأول  | 4 × 400 متر | 3:05.45 |
| 2001  | الألعاب المتوسطية          | رادس          | الأول  | 800 متر     | 1:49.21 |
| 2002  | كأس العالم                 | مدريد         | الثالث | 4 × 400 متر | 3:01.69 |